# Elvis Hansen - en samfundshjælper
Elvis Hansen – en samfundshjælper er en dansk film fra 1988 med manuskript af Ole Boje og instrueret af Jan Hertz. Musikken blev skrevet af Michael Hardinger og Jørgen Thorup.

## Handling
Steen Springborg spiller en samfundsbums med godt humør, der forstår at nasse på livets mange gratis glæder. Deres hus skal saneres og de bliver midlertidigt genhuset i en villa i Charlottenlund til skræk og rædsel for naboerne.

## Medvirkende
| - Steen Springborg - Lone Helmer - Poul Bundgaard - Kirsten Rolffes - Ove Sprogøe - Willy Rathnov - Ulf Pilgaard - Ulla Jessen - Jesper Klein | - Bendt Reiner - Birthe Backhausen - Vera Gebuhr - Lene Vasegaard - Gyrd Løfqvist - Lene Maimu - Jan Hertz - Søren Steen - Karin Jagd |